# Alexis Cartier
Pour les articles homonymes, voir Cartier.
Alexis Cartier, né le 12 janvier 1991 à Sainte-Adèle, est un coureur cycliste canadien.

## Biographie
Alexis Cartier est originaire de Sainte-Adèle, une localité située au Québec. Il commence tardivement le cyclisme sur route, après avoir pratiqué le VTT.
En 2016, il se révèle en obtenant diverses victoires dans des courses québécoises, avec la formation Garneau-Québecor. Il s'illustre également au niveau professionnel en terminant deuxième d'une étape du Tour d'Alberta, sous les couleurs d'une équipe nationale du Canada,. 
En 2017, il est recruté par une autre formation canadienne, H&R Block.

## Palmarès
- 2016
  - Grand Prix de Charlevoix :
    - Classement général[3]
    - 1re étape

  - 7e étape des Mardis cyclistes de Lachine[4]
  - Grand Prix de La Matapédia :
    - Classement général
    - 3e étape

  - Critérium de Montréal[5]
- 2019
  - Critérium de Boucherville
  - 2e étape du Grand Prix de La Matapédia
  - 2e du Grand Prix de La Matapédia
- 2020
  - Champion du Québec sur route
- 2021
  - 2e du championnat du Québec du critérium

## Classements mondiaux
| Année            | 2016 |
| ---------------- | ---- |
| UCI America Tour | 447e |